# 小礒明
小礒 明（こいそ あきら、1952年（昭和27年）2月7日 - ）は、日本の政治家。東京都議会議員（自由民主党）。対馬フォーラム実行委員会実行委員長。桜美林大学特任教授。政治家としての議会登録名などは、こいそ 明。

## 略歴
- 1952年2月7日： 東京都多摩市にて誕生
- 1971年 - 1972年： 自由民主党学生部中央執行委員会委員長
- 1974年3月： 桜美林大学経済学科卒業[3]
- 1975年 - 1983年： 原文兵衛参議院議員秘書
- 1996年3月： 桜美林大学大学院国際学研究科修士課程修了[3]
- 1997年 - ： 東京都都議会議員 南多摩区(多摩市、稲城市)選出、以降当選4回
- 1997年 - 1998年： 東京都議会自由民主党副幹事長
- 1998年 - 現在： 桜美林学園理事
- 1999年 - 2000年： 東京都議会自由民主党副幹事長
- 1999年 - 2002年： 自由民主党都連広報宣伝部長
- 2002年 - 2003年： 東京都議会自由民主党政務調査会長代行
- 2004年3月： 桜美林大学大学院国際学研究科博士後期課程単位取得満期退学[3]
- 2017年7月2日：東京都議会議員選挙で落選
- 2021年7月4日：東京都議会議員選挙で返り咲き当選[4]
- 2025年6月22日：東京都議会議員選挙で落選[5]

## 2012年尖閣諸島戦時遭難事件慰霊祭
2012年8月19日に尖閣諸島周辺海域で実施された尖閣諸島戦時遭難事件の慰霊祭に参加。同じく都議会議員として参加した鈴木章浩など一部の参加議員が泳いで魚釣島に上陸したが、小礒は上陸していない。同年9月8日に訪問先の台湾・台南市のホテル内で、「帰れ」と卵を投げつけられるという事件が発生し、慰霊祭参加と関連付ける報道もあった。

## 著書
- 『東京環境戦略』 万葉舎、2002